# Paul Voituron

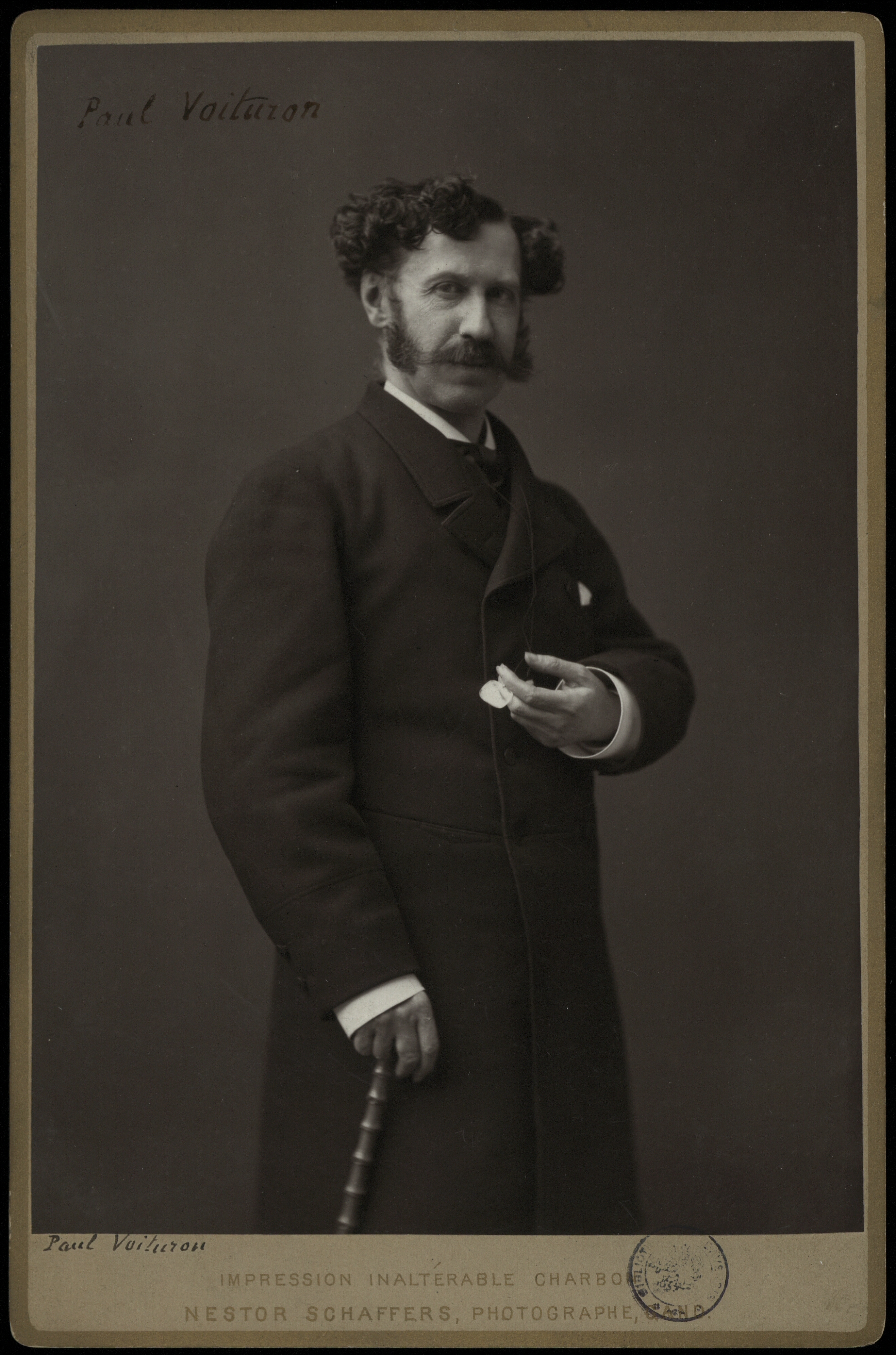
Paul Voituron

Paul Voituron (1824 - Gent, 1891) was een Belgisch advocaat en politicus.

## Levensloop
Tijdens zijn studies Rechten aan de Gentse Universiteit werd Paul Voituron sterk beïnvloed door de ideeën van François Huet. Hij studeerde af in 1851 en was actief aan de Gentse balie. Hij werd gemeenteraadslid van 1864 tot 1869 en van 1872 tot 1875. Van 1867 tot 1869 was hij ook schepen van Openbare Werken en Volksgezondheid. Van 1882 tot 1887 werd hij opnieuw schepen, ditmaal van Financiën. Voituron bleef ongehuwd en overleed in 1891.